# ドービー・ガート
座標: 北緯18度58分58.52秒 東経72度49分31.47秒 / 北緯18.9829222度 東経72.8254083度

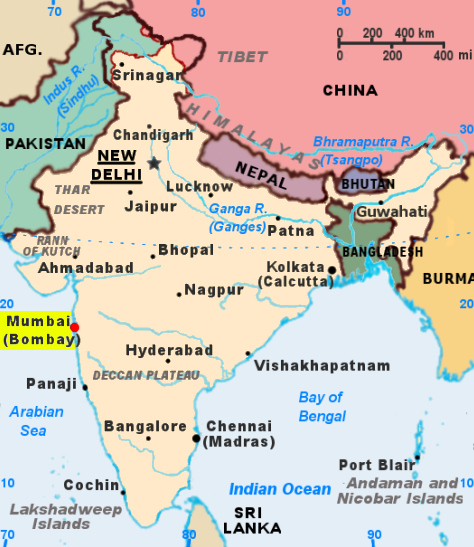
ムンバイはインド西海岸

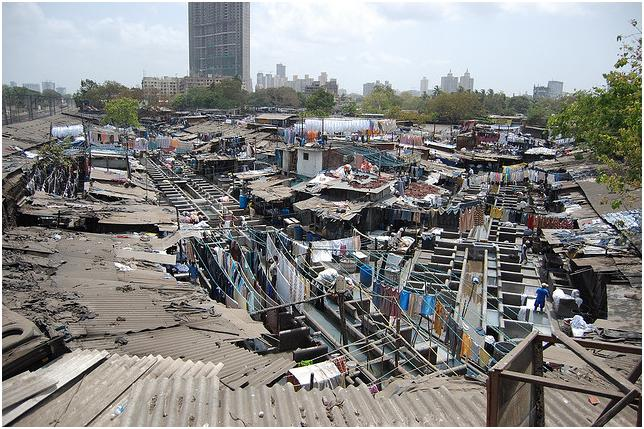
奥には近代的な高層ビルも見える

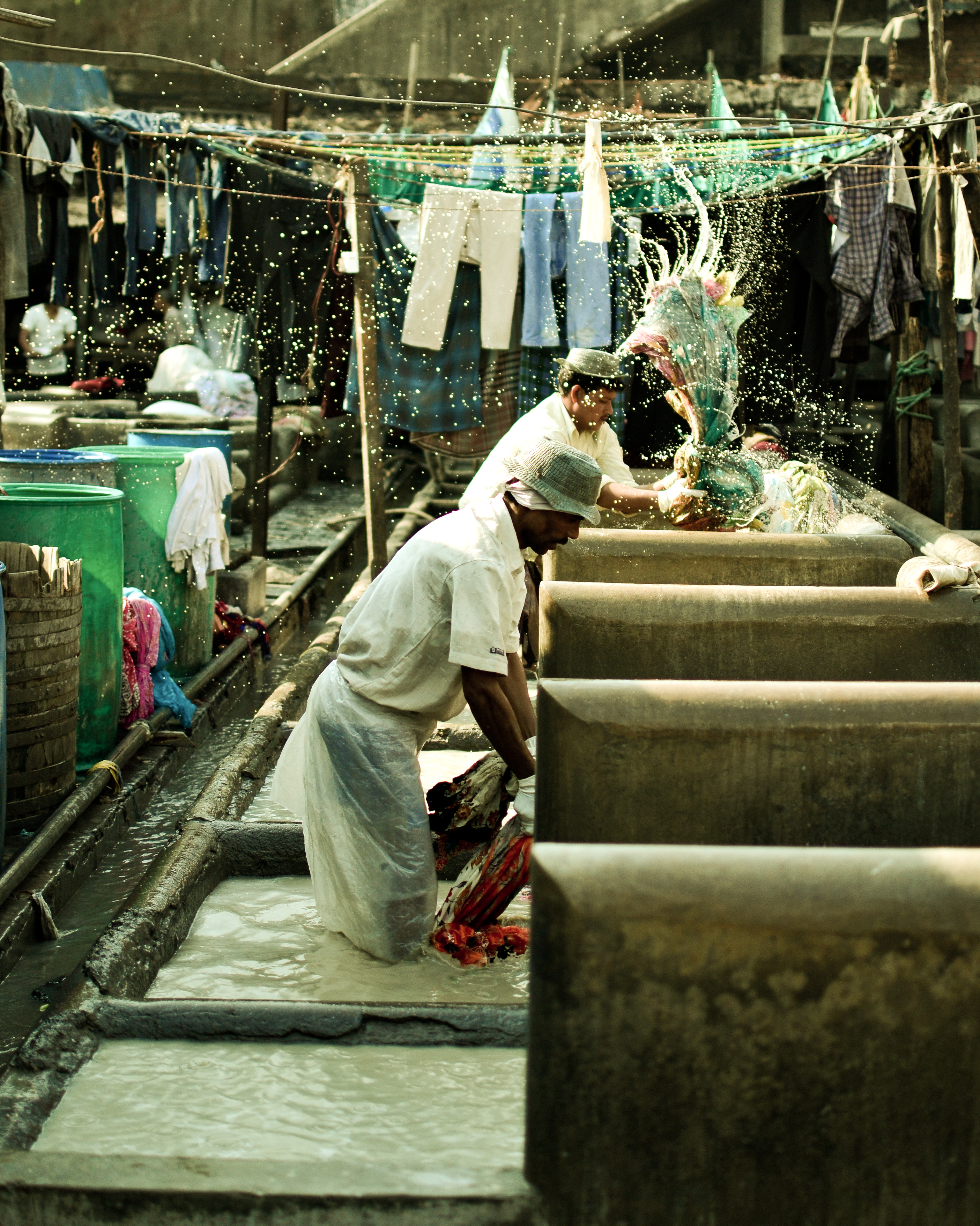
洗濯の風景

ドービー・ガート（Mahalaxmi Dhobi Ghat）は、インドの商都ムンバイ、マハラクシュミ (Mahalaxmi)にある屋外洗濯場（公共施設）。
最寄駅はWestern RailwayのMahalaxmi駅。

## 概要
「街中の洗濯物が集まる」とまで言われるほどの大きな敷地で、入口以外は高い塀で覆われている。観光地にもなっている。
敷地内には、ムンバイのホテルや病院のリネンなどを洗濯して生計を立てている「Dhobi」と呼ばれる人たちがいる。洗濯物を振り回し、コンクリートや石に打ち付ける方法で、乾燥後に宅配も行うという。
一般家庭からの洗濯依頼もあるが、近年は洗濯機の普及も進み、仕事の減少も懸念されている。
100年以上の歴史があり、5000人以上が働いているという。

## ここを舞台にした作品
- 『ムンバイ・ダイアリーズ』（2011年のボリウッド映画）[7]
- 『スーラジ ザ・ライジングスター』（『巨人の星』が原作のインドのアニメ）